# Druga slovenska nogometna liga 2014-2015
La Druga slovenska nogometna liga 2014-2015 (in lingua italiana: Secondo campionato calcistico sloveno 2014-2015), abbreviata in 2. SNL 2014-2015, fu la ventiquattresima edizione della seconda serie del campionato di calcio sloveno.
Il Krško ha vinto il campionato ed è stato promosso in 1. SNL. Il Dravinja e lo Šmartno sono stati retrocessi in 3. SNL.

## Stagione

### Novità
Il Radomlje è stato promosso in 1. SNL 2014-2015 al posto del Dob, primo classificato nella stagione precedente, che ha rifiutato la promozione in 1. SNL per motivi economici. Il Triglav è stato retrocesso dalla 1. SNL 2014-2015.

Il Šampion Celje ed il Bela Krajina sono stati retrocessi in 3. SNL 2014-2015. Il Dravinja e il Tolmin sono stati promossi dalla 3. SNL 2013-2014.

### Formula
Le squadre partecipanti sono dieci e si affrontano tre volte, con almeno una gara in casa e una in trasferta, per un totale di 27 giornate.

La prima classificata viene promossa direttamente in 1. SNL, mentre la seconda classificata affronta la nona classificata nella 1. SNL 2014-2015 in una doppia sfida andata-ritorno per un posto in 1. SNL. Le ultime due classificate vengono retrocesse direttamente in 3. SNL.

## Squadre partecipanti
| Squadra          | Città             | Stadio                       | Stagione 2013-14 | Stagione 2013-14 |
| Squadra          | Città             | Stadio                       | Pos.             | Divisione        |
| ---------------- | ----------------- | ---------------------------- | ---------------- | ---------------- |
| Triglav          | Kranj             | Športni Center Stanko Mlakar | 10°              | 1. SNL           |
| Roltek Dob       | Dob               | Športni park Dob             | 1°               | 2. SNL           |
| Aluminij         | Kidričevo         | Športni park Aluminij        | 3°               | 2. SNL           |
| Farmtech Veržej  | Veržej            | Stadion Čistina              | 4°               | 2. SNL           |
| Ankaran Hrvatini | Ancarano          | ŠRC Katarina                 | 5°               | 2. SNL           |
| Šmartno 1928     | Šmartno ob Paki   | Stadion Šmartno              | 6°               | 2. SNL           |
| Krško            | Krško             | Stadion Matije Gubca         | 7°               | 2. SNL           |
| Garmin Šenčur    | Šenčur            | Športni park Šenčur          | 8°               | 2. SNL           |
| TKK Tolmin       | Tolmino           | Športni park Brajda          | 1°               | 3. SNL Ovest     |
| Dravinja Kostroj | Slovenske Konjice | Stadion Dobrava              | 1°               | 3. SNL Est       |

## Classifica
|                  | Pos. | Squadra          | Pt | G  | V  | N | P  | GF | GS | DR  |
| ---------------- | ---- | ---------------- | -- | -- | -- | - | -- | -- | -- | --- |
|                  | 1.   | Krško            | 51 | 27 | 15 | 6 | 6  | 48 | 28 | +20 |
|                  | 2.   | Aluminij         | 50 | 27 | 15 | 5 | 7  | 49 | 21 | +28 |
|                  | 3.   | Dob              | 49 | 27 | 15 | 4 | 8  | 52 | 26 | +26 |
|                  | 4.   | Ankaran Hrvatini | 42 | 27 | 12 | 6 | 9  | 45 | 37 | +8  |
|                  | 5.   | Tolmin           | 41 | 27 | 13 | 2 | 12 | 49 | 42 | +7  |
|                  | 6.   | Triglav          | 39 | 27 | 11 | 6 | 10 | 45 | 41 | +4  |
|                  | 7.   | Veržej           | 38 | 27 | 11 | 5 | 11 | 36 | 45 | −9  |
|                  | 8.   | Šenčur           | 32 | 27 | 9  | 5 | 13 | 34 | 48 | −14 |
|                  | 9.   | Dravinja         | 29 | 27 | 7  | 8 | 12 | 45 | 47 | −2  |
|                  | 10.  | Šmartno          | 8  | 27 | 1  | 5 | 21 | 19 | 87 | −68 |
| Fonte: rsssf.org |      |                  |    |    |    |   |    |    |    |     |

Legenda:
      Promosso in 1. SNL 2015-2016.
  Partecipa agli spareggi.
      Retrocesso in 3. SNL 2015-2016.
      Escluso dal campionato.
Regolamento:
Tre punti a vittoria, uno a pareggio, zero a sconfitta.
La classifica viene stilata secondo i seguenti criteri:
- Punti conquistati
- Punti conquistati negli scontri diretti
- Differenza reti negli scontri diretti
- Reti realizzate negli scontri diretti
- Differenza reti generale
- Reti totali realizzate

### Spareggio
L'Aluminij incontrò il Gorica, penultimo in 1. SNL 2014-2015, con gare di andata e ritorno, per un posto in 1. SNL 2015-2016.
| Squadra 1 | Totale | Squadra 2 | Andata     | Ritorno    |
| --------- | ------ | --------- | ---------- | ---------- |
|           |        |           | 03.06.2015 | 07.06.2015 |
| Gorica    | 2 – 1  | Aluminij  | 0 – 0      | 2 – 1      |

## Statistiche

### Classifica marcatori
| Gol                   |  |  | Giocatore         | Squadra          |
| --------------------- |  |  | ----------------- | ---------------- |
| 18                    |  |  | Matej Poplatnik   | Triglav          |
| 17                    |  |  | Marko Nunić       | Aluminij         |
| 13                    |  |  | Dalibor Sokanović | Tolmin           |
| 11                    |  |  | Amer Krcič        | Dob              |
| 11                    |  |  | Luka Vekić        | Ankaran Hrvatini |
| 9                     |  |  | Slaviša Dvorančič | Krško            |
| 9                     |  |  | David Vinkovič    | Veržej           |
| 8                     |  |  | Klemen Kunstelj   | Dob              |
| 8                     |  |  | Emir Ljubijankić  | Šenčur           |
| 8                     |  |  | Tim Lo Duca       | Tolmin           |
| 8                     |  |  | Dejan Sokanović   | Tolmin           |
| 8                     |  |  | Arpad Vaš         | Veržej           |
| Fonte: sito ufficiale |  |  |                   |                  |